# درهم‌سازی پیمانه‌ای چندخطی
درهم سازی پیمانه‌ای چندخطی رمزنگاری، برای تضمین درستی یک پیام، می‌توان از امضاهای دیجیتال کلید عمومی یا از یک کد اصالت‌سنجی پیام (MAC) استفاده کرد. یک MAC تنها یکی از تکنیک‌های ممکن برای اصالت‌سنجی است که شامل استفاده از یک کلید رمز برای تولید یک قطعه کوچک داده با طول ثابت است. اساس عمل MAC این گونه‌است: دو طرف A و B می‌خواهند با ارسال پیام M ارتباط برقرار کنند. آن‌ها یک کلید رمز K را به اشتراک می‌گذارند. هنگامی که A یک پیام به B ارسال می‌کند، آنگاه A مقدار MAC را به عنوان تابعی از پیام و کلید محاسبه می‌کند. پیام و کلید به B ارسال می‌شوند. آنگاه B از همان کلید رمز K استفاده می‌کند و MAC را برای پیام دریافت‌شده محاسبه می‌کند. حال MAC دریافت‌شده با MAC محاسبه‌شده مقایسه می‌شود. اگر این دو برابر بودند، پیام اصالت سنجی شده‌است چرا که تنها فرستنده و گیرنده از کلید رمز آگاه هستند.

## معرفی
کارتر و وگمن، درهم‌ساز جهانی را برای ساختن کدهای اصالت‌سنجی پیام یا MACS معرفی کردند. درهم‌سازی جهانی برای ایجاد ترفندهای اصالت‌سنجی پیام به کار می‌رود، وقتی که توان حریف یا دشمن برای جعل پیام به وسیلهٔ احتمال برخورد خانوادهٔ درهم‌ساز محدود شده‌است.
پیشنهادهایی چون UMAC, CRC32، BOB, Poly1305-AES و IPSX با پیاده‌سازی درهم‌سازی جهانی به عنوان یک ابزار برای دست یافتن به اصالت‌سنجی سریع و مطمئن پیام سروکار دارند. این صفحه در مورد MMH و Badger بحث می‌کند.